# Sasa Misić (vízilabdázó)
Sasa Misić (Dubrovnik, 1987. március 27. –) világbajnoki ezüstérmes (2013) montenegrói válogatott vízilabdázó.